# Кітіоне Таліга
Кітіоне Таліга (фідж. Kitione Taliga, нар. 21 квітня 1993) — фіджійський регбіст, олімпійський чемпіон 2016 року.

## Виступи на Олімпіадах
| Олімпіада           | Дисципліна | Місце |
| ------------------- | ---------- | ----- |
| Ріо-де-Жанейро 2016 | регбі-7    | 1     |